# Rick Merlo
Rick Lewis Merlo (* 5. August 1982 in Fresno, Kalifornien) ist ein ehemaliger Wasserballspieler aus den Vereinigten Staaten. Er gewann mit dem Team der Vereinigten Staaten 2008 die olympische Silbermedaille.

## Karriere
Rick Merlo begann mit dem Wasserballspiel, weil sein älterer Bruder bereits Wasserball spielte. Er besuchte die Buchanan High School und die University of California, Irvine. 2003 nahm er mit der Studentenauswahl der Vereinigten Staaten an der Universiade in Daegu teil und belegte den achten Platz. Nach seiner Graduierung 2005 spielte Merlo beim New York Athletic Club. Daneben war er zeitweilig als Profi in Italien und Brasilien.
Bei der Weltmeisterschaft 2005 belegte der 1,91 Meter große Defensivspieler mit der US-Nationalmannschaft den elften Platz. 2007 erreichte die Mannschaft den neunten Platz bei der Weltmeisterschaft in Melbourne. Beim olympischen Wasserballturnier 2008 in Peking gewann die Mannschaft aus den Vereinigten Staaten ihre Vorrundengruppe vor den Kroaten und den Serben. Merlo warf in der Vorrunde ein Tor gegen die Italiener. Im Halbfinale traf das Team wieder auf die Serben und siegte mit 10:5, wobei Merlo in diesem Spiel einen Treffer beisteuerte. Das Finale gewannen die Ungarn mit 14:10, die Mannschaft aus den Vereinigten Staaten erhielt die Silbermedaille.